# Флаг Тиманского сельсовета
Флаг муниципального образования «Тиманский сельсовет» Заполярного муниципального района Ненецкого автономного округа Российской Федерации — опознавательно-правовой знак, служащий официальным символом муниципального образования.
Флаг утверждён 28 декабря 2009 года и внесён в Государственный геральдический регистр Российской Федерации с присвоением регистрационного номера 5865.
Флаг составлен на основании герба Тиманского сельсовета по правилам и соответствующим традициям вексиллологии и отражает исторические, культурные, социально-экономические, национальные и иные местные традиции.

## Описание
«Прямоугольное зелёное полотнище с отношением ширины к длине 2:3, вдоль нижнего края которого белая чешуйчато-изогнутая полоса средней шириной 1/4 от ширины полотнища; на зелёной полосе полотнища изображён жёлтый олень, а на белой полосе — красная сёмга; все фигуры из герба сельсовета».

## Символика
За основу флага Тиманского сельсовета взята гербовая эмблема посёлка Индига (центра сельсовета), утверждённая решением Сессии Совета депутатов муниципального образования «Тиманский сельсовет» от 9 декабря 2003 года № 9.
Все фигуры флага символически отражают основные отрасли хозяйства и занятия населения, такие как оленеводство и рыболовство. Каждая из этих фигур помимо прямого указания на ту или иную отрасль хозяйства наделена символикой:
— олень — символ неприхотливости, терпения, взаимовыручки, долгой жизни;
— рыба символизирует силу вод как источника жизни, стремительность, плодовитость.
Волнистая (щербатая) полоса флага поселения символизирует реку Индигу, на которой стоит посёлок. Название реки в переводе с языка местных жителей (ненцев), означает — «инд-яха» — «река туманов». Белый цвет этой полосы — аллегория речных туманов и Баренцева моря, омывающего земли сельсовета.
Зелёный цвет символизирует весну, здоровье, природу, надежду.
Белый цвет (серебро) — символ чистоты, ясности, открытости, божественной мудрости, примирения.
Жёлтый цвет (золото) — символ высшей ценности, величия, великодушия, богатства.
Красный цвет — символ труда, мужества, жизнеутверждающей силы, красоты и праздника.

## История
Первый флаг муниципального образования «Тиманский сельсовет» был утверждён 15 января 2008 года решением совета муниципального образования «Тиманский сельсовет» № 8.
Флаг был разработан авторским коллективом ныне действующего флага.

### Описание
«Прямоугольное полотнище с отношением ширины к длине 2:3, состоящее из пяти полос: зелёной, белой, голубой, белой и голубой, в соотношении 45:1:1:1:12 (при этом узкие белые и голубая полосы — чешуйчатые); на зелёной полосе полотнища изображены белый песец и жёлтые олень и медведь, а на нижней голубой полосе изображена белая рыба, все фигуры из герба сельсовета».

### Символика
Флаг символически отражает основные отрасли хозяйства и занятия населения, такие как оленеводство (северный олень), звероводство (песец), рыболовство (сёмга). Разнообразие животного мира северной тундры символически представлено фигурой медведя. Каждая из этих фигур помимо прямого указания на ту или иную отрасль хозяйства несёт и иную символику:
— олень — символ неприхотливости, терпения, взаимовыручки, долгой жизни;
— песец (полярный лис) — символ изворотливости, жизненной силы;
— медведь — символ сверхъестественной силы, выносливости, отваги и храбрости;
— рыба символизирует стремительность, плодовитость.
Голубая чешуйчатая полоса символизирует реку Индигу, на которой стоит посёлок, а две чешуйчатые белые полосы символизируют туман поднимающийся над рекой. Название реки в переводе с языка местных жителей (ненцев), означает — «инд-яха» — «река туманов».
Зелёный цвет символизирует весну, здоровье, природу, надежду.
Голубой цвет — символ возвышенных устремлений, искренности, преданности, возрождения.
Жёлтый цвет (золото) — символ высшей ценности, величия, великодушия, богатства.
Белый цвет (серебро) — символ чистоты, ясности, открытости, божественной мудрости, примирения.